# Dino Stančič
Dino Stančič, slovenski nogometaš, * 25. januar 1992, Sežana.
Stančič je profesionalni nogometaš, ki igra na položaju napadalca. Od leta 2024 je član slovenskega kluba Tabor Sežana. Pred tem je igral za slovenske klube Koper, Jadran Dekani in Krko, italijanske Kras Repen, Clivense in Virtus Bolzano ter romunski Csíkszerede. Skupno je v prvi slovenski ligi odigral 101 tekmo in dosegel 19 golov. Bil je tudi član slovenske reprezentance do 19 in 20 let.